# Diaphananthe suborbicularis
Diaphananthe suborbicularis är en orkidéart som beskrevs av Victor Samuel Summerhayes. Diaphananthe suborbicularis ingår i släktet Diaphananthe och familjen orkidéer.
Artens utbredningsområde är Ghana. Inga underarter finns listade i Catalogue of Life.